# バナナマンの決断までのカウントダウン
『バナナマンの決断までのカウントダウン』（バナナマンのけつだんまでのカウントダウン）は、フジテレビ系列の金曜『COOL TV』枠で2014年4月11日から9月19日まで放送されていたバラエティ番組。バナナマンの冠番組。
2014年10月17日から2015年3月27日までは、『バナナマンの決断は金曜日!』（バナナマンのけつだんはきんようび!）に改題のうえ、金曜23:30 - 23:58に放送された。

## 概要
2013年12月28日に、パイロット版『決断までのカウントダウン』が放送された。
2014年10月17日より放送時間を30分繰り下げ、23:30からに変更の上、番組名を『バナナマンの決断は金曜日!』に改題リニューアルした。
2015年4月より本番組の放送時間帯に『さまぁ〜ずのご自慢列島ジマング』を放送することが決まったため、同年3月27日の放送をもって終了した。
しかしその約2ヶ月後の5月29日に、同局の『金曜プレミアム』で、『バナナマンの独占密着!スターの決断〜決断は金曜日!スペシャル〜』が放送されるため、実質、復活することとなった。また、本番組が初めてゴールデンタイム・プライムタイムで放送された。
人生を変える決断を下した有名人をゲストに招き、決断するまでのエピソードを再現ドラマで紹介するバラエティ番組。
バナナマン初のフジテレビレギュラー冠番組である。
番組ホームページ等に特記は無いが、番組中の随所でゲスの極み乙女。の楽曲の一部が使用されていた。 ちなみに、番組のCM、番組のオープニングでは、「crying march」、番組のエンディングでは「パラレルスペック」が使われた。

## 出演者
MC
- バナナマン（設楽統・日村勇紀）

進行
- 牧原俊幸（フジテレビアナウンサー）※天の声形式で出演。

レギュラー
- 吉村崇（平成ノブシコブシ）

ナレーション
- 槇大輔

## ネット局と放送時間

### パイロット版
| 放送対象地域   | 放送局                   | 系列                          | 放送日時                      | 遅れ日数   |
| -------------- | ------------------------ | ----------------------------- | ----------------------------- | ---------- |
| 関東広域圏     | フジテレビ (CX)          | フジテレビ系列                | 2013年12月28日 23:10 - 翌0:10 | 制作局     |
| 北海道         | 北海道文化放送 (uhb)     | フジテレビ系列                | 2013年12月28日 23:10 - 翌0:10 | 同時ネット |
| 岩手県         | 岩手めんこいテレビ (mit) | フジテレビ系列                | 2013年12月28日 23:10 - 翌0:10 | 同時ネット |
| 宮城県         | 仙台放送 (OX)            | フジテレビ系列                | 2013年12月28日 23:10 - 翌0:10 | 同時ネット |
| 秋田県         | 秋田テレビ (AKT)         | フジテレビ系列                | 2013年12月28日 23:10 - 翌0:10 | 同時ネット |
| 山形県         | さくらんぼテレビ (SAY)   | フジテレビ系列                | 2013年12月28日 23:10 - 翌0:10 | 同時ネット |
| 福島県         | 福島テレビ (FTV)         | フジテレビ系列                | 2013年12月28日 23:10 - 翌0:10 | 同時ネット |
| 新潟県         | 新潟総合テレビ (NST)     | フジテレビ系列                | 2013年12月28日 23:10 - 翌0:10 | 同時ネット |
| 長野県         | 長野放送 (NBS)           | フジテレビ系列                | 2013年12月28日 23:10 - 翌0:10 | 同時ネット |
| 静岡県         | テレビ静岡 (SUT)         | フジテレビ系列                | 2013年12月28日 23:10 - 翌0:10 | 同時ネット |
| 富山県         | 富山テレビ (BBT)         | フジテレビ系列                | 2013年12月28日 23:10 - 翌0:10 | 同時ネット |
| 石川県         | 石川テレビ (ITC)         | フジテレビ系列                | 2013年12月28日 23:10 - 翌0:10 | 同時ネット |
| 福井県         | 福井テレビ (FTB)         | フジテレビ系列                | 2013年12月28日 23:10 - 翌0:10 | 同時ネット |
| 中京広域圏     | 東海テレビ (THK)         | フジテレビ系列                | 2013年12月28日 23:10 - 翌0:10 | 同時ネット |
| 近畿広域圏     | 関西テレビ (KTV)         | フジテレビ系列                | 2013年12月28日 23:10 - 翌0:10 | 同時ネット |
| 島根県・鳥取県 | 山陰中央テレビ (TSK)     | フジテレビ系列                | 2013年12月28日 23:10 - 翌0:10 | 同時ネット |
| 岡山県・香川県 | 岡山放送 (OHK)           | フジテレビ系列                | 2013年12月28日 23:10 - 翌0:10 | 同時ネット |
| 広島県         | テレビ新広島 (TSS)       | フジテレビ系列                | 2013年12月28日 23:10 - 翌0:10 | 同時ネット |
| 愛媛県         | テレビ愛媛 (EBC)         | フジテレビ系列                | 2013年12月28日 23:10 - 翌0:10 | 同時ネット |
| 高知県         | 高知さんさんテレビ (KSS) | フジテレビ系列                | 2013年12月28日 23:10 - 翌0:10 | 同時ネット |
| 福岡県         | テレビ西日本 (TNC)       | フジテレビ系列                | 2013年12月28日 23:10 - 翌0:10 | 同時ネット |
| 佐賀県         | サガテレビ (STS)         | フジテレビ系列                | 2013年12月28日 23:10 - 翌0:10 | 同時ネット |
| 長崎県         | テレビ長崎 (KTN)         | フジテレビ系列                | 2013年12月28日 23:10 - 翌0:10 | 同時ネット |
| 熊本県         | テレビ熊本 (TKU)         | フジテレビ系列                | 2013年12月28日 23:10 - 翌0:10 | 同時ネット |
| 鹿児島県       | 鹿児島テレビ (KTS)       | フジテレビ系列                | 2013年12月28日 23:10 - 翌0:10 | 同時ネット |
| 沖縄県         | 沖縄テレビ (OTV)         | フジテレビ系列                | 2013年12月28日 23:10 - 翌0:10 | 同時ネット |
| 大分県         | テレビ大分 (TOS)         | 日本テレビ系列 フジテレビ系列 | 2014年1月15日 9:50 - 10:50    | 18日遅れ   |
| 青森県         | 青森テレビ (ATV)         | TBS系列                       | 2014年4月16日 23:58 - 翌0:58  | 109日遅れ  |

### レギュラー版
| 放送対象地域   | 放送局                   | 系列                                           | 放送日時                                | 遅れ日数   |
| -------------- | ------------------------ | ---------------------------------------------- | --------------------------------------- | ---------- |
| 関東広域圏     | フジテレビ (CX)          | フジテレビ系列                                 | 金曜 23:00 - 23:30 ↓ 金曜 23:30 - 23:58 | 制作局     |
| 北海道         | 北海道文化放送 (uhb)     | フジテレビ系列                                 | 金曜 23:00 - 23:30 ↓ 金曜 23:30 - 23:58 | 同時ネット |
| 岩手県         | 岩手めんこいテレビ (mit) | フジテレビ系列                                 | 金曜 23:00 - 23:30 ↓ 金曜 23:30 - 23:58 | 同時ネット |
| 宮城県         | 仙台放送 (OX)            | フジテレビ系列                                 | 金曜 23:00 - 23:30 ↓ 金曜 23:30 - 23:58 | 同時ネット |
| 秋田県         | 秋田テレビ (AKT)         | フジテレビ系列                                 | 金曜 23:00 - 23:30 ↓ 金曜 23:30 - 23:58 | 同時ネット |
| 山形県         | さくらんぼテレビ (SAY)   | フジテレビ系列                                 | 金曜 23:00 - 23:30 ↓ 金曜 23:30 - 23:58 | 同時ネット |
| 福島県         | 福島テレビ (FTV)         | フジテレビ系列                                 | 金曜 23:00 - 23:30 ↓ 金曜 23:30 - 23:58 | 同時ネット |
| 新潟県         | 新潟総合テレビ (NST)     | フジテレビ系列                                 | 金曜 23:00 - 23:30 ↓ 金曜 23:30 - 23:58 | 同時ネット |
| 長野県         | 長野放送 (NBS)           | フジテレビ系列                                 | 金曜 23:00 - 23:30 ↓ 金曜 23:30 - 23:58 | 同時ネット |
| 静岡県         | テレビ静岡 (SUT)         | フジテレビ系列                                 | 金曜 23:00 - 23:30 ↓ 金曜 23:30 - 23:58 | 同時ネット |
| 富山県         | 富山テレビ (BBT)         | フジテレビ系列                                 | 金曜 23:00 - 23:30 ↓ 金曜 23:30 - 23:58 | 同時ネット |
| 石川県         | 石川テレビ (ITC)         | フジテレビ系列                                 | 金曜 23:00 - 23:30 ↓ 金曜 23:30 - 23:58 | 同時ネット |
| 福井県         | 福井テレビ (FTB)         | フジテレビ系列                                 | 金曜 23:00 - 23:30 ↓ 金曜 23:30 - 23:58 | 同時ネット |
| 中京広域圏     | 東海テレビ (THK)         | フジテレビ系列                                 | 金曜 23:00 - 23:30 ↓ 金曜 23:30 - 23:58 | 同時ネット |
| 近畿広域圏     | 関西テレビ (KTV)         | フジテレビ系列                                 | 金曜 23:00 - 23:30 ↓ 金曜 23:30 - 23:58 | 同時ネット |
| 島根県・鳥取県 | 山陰中央テレビ (TSK)     | フジテレビ系列                                 | 金曜 23:00 - 23:30 ↓ 金曜 23:30 - 23:58 | 同時ネット |
| 岡山県・香川県 | 岡山放送 (OHK)           | フジテレビ系列                                 | 金曜 23:00 - 23:30 ↓ 金曜 23:30 - 23:58 | 同時ネット |
| 広島県         | テレビ新広島 (TSS)       | フジテレビ系列                                 | 金曜 23:00 - 23:30 ↓ 金曜 23:30 - 23:58 | 同時ネット |
| 愛媛県         | テレビ愛媛 (EBC)         | フジテレビ系列                                 | 金曜 23:00 - 23:30 ↓ 金曜 23:30 - 23:58 | 同時ネット |
| 高知県         | 高知さんさんテレビ (KSS) | フジテレビ系列                                 | 金曜 23:00 - 23:30 ↓ 金曜 23:30 - 23:58 | 同時ネット |
| 福岡県         | テレビ西日本 (TNC)       | フジテレビ系列                                 | 金曜 23:00 - 23:30 ↓ 金曜 23:30 - 23:58 | 同時ネット |
| 佐賀県         | サガテレビ (STS)         | フジテレビ系列                                 | 金曜 23:00 - 23:30 ↓ 金曜 23:30 - 23:58 | 同時ネット |
| 長崎県         | テレビ長崎 (KTN)         | フジテレビ系列                                 | 金曜 23:00 - 23:30 ↓ 金曜 23:30 - 23:58 | 同時ネット |
| 熊本県         | テレビ熊本 (TKU)         | フジテレビ系列                                 | 金曜 23:00 - 23:30 ↓ 金曜 23:30 - 23:58 | 同時ネット |
| 鹿児島県       | 鹿児島テレビ (KTS)       | フジテレビ系列                                 | 金曜 23:00 - 23:30 ↓ 金曜 23:30 - 23:58 | 同時ネット |
| 沖縄県         | 沖縄テレビ (OTV)         | フジテレビ系列                                 | 金曜 23:00 - 23:30 ↓ 金曜 23:30 - 23:58 | 同時ネット |
| 青森県         | 青森テレビ (ATV)         | TBS系列                                        | 水曜 23:58 - 翌0:28                     | 12日遅れ   |
| 宮崎県         | テレビ宮崎 (UMK)         | フジテレビ系列・日本テレビ系列・テレビ朝日系列 | 火曜 14:55 - 15:25                      | 32日遅れ   |

## スタッフ
バナナマンの決断は金曜日!
- 企画：小仲正重
- 構成：石原健次、樅野太紀、木野聡、酒井義文、戸田倫彰
- 美術プロデュース：三竹寛典
- デザイン：鈴木賢太
- 美術進行：三上貴子
- 大道具：吉田隼人
- 装飾：門間誠
- アートフレーム：石井智之
- メイク：山田かつら
- CG：久保田幸、鈴木鉄平
- TP：児玉洋
- TM：高瀬義美
- SW：小川利行
- CAM：宮本直也
- VE：土井理沙
- MIX：片山勇
- 照明：野崎政克
- 編集：江原英生、水野智史
- MA：阿部雄太
- 音響効果：高田智彰
- 技術協力：ニユーテレス、fmt、IMAGICA、BABY SOUND LUCK、パークグラフィックス、バンエイト
- リサーチ：高森雄幸
- デスク：西岡知子、保坂恵理子
- 広報：清田美智子
- FD：田村貴広、安部聖之
- TK：斉藤裕里
- 制作協力：IVSテレビ制作、ザ・スピングラス、Platform inc、モンスターゾーン、クリーク・アンド・リバー社
- AP：石川敬大、佐藤恵里、太田茂憲
- ディレクター：萩森豪、白川誠、佐々木卓也、光用さやか、持田謙二、池山喜勇、瀬津巧、伊藤淳一、吉田渉、佐藤秀樹
- プロデューサー：大川友也、開発勇輔、三好剛、増谷秀行、坪井理紗、宇和川隆
- 演出：原武範、大平進士、伊藤嘉彦、妹尾篤志
- 総合演出：平野彰子
- チーフプロデューサー：坪井貴史
- 制作：フジテレビバラエティ制作センター
- 制作著作：フジテレビ

### 過去のスタッフ
バナナマンの決断までのカウントダウン
- 構成：桜井慎一
- デザイン：棈木陽次
- 美術進行：林勇
- 大道具：松本達也
- 電飾：石田俊一
- アクリル装飾：斉藤祐介
- TP：塩津英史
- VE：宮本学、原啓教
- 照明：川田敦史
- 編集：岩崎秀徳
- 技術協力：マルチバックス、ライスフィールド
- リサーチ：飯塚洋介
- デスク：千田久美子
- FD：筧大輝
- ディレクター：大田久美子
- プロデューサー：安喜昌史、澤井慎幸
- 演出：宮崎鉄平